# El talismán
El talismán é uma telenovela americana-venezuelana produzida pela pela Venevisión e Univision em 2012.
Foi protagonizada por Blanca Soto e Rafael Novoa e antagonizada por Aarón Díaz, Lola Ponce, Sergio Reynoso e Marcela Mar.

## Sinopse
Depois de perder um rancho no Texas, Camila Nájera e sua família mudam-se para Fresno, Califórnia. O destino os levará a serem vizinhos do implacável Gregorio Negrete, dono da fazenda "El Alcatraz".
Gregorio viveu em guerra com Los Aceves, ex-proprietários de "El Talismán", e seu único sonho é ser dono daquela fazenda. Camila estará envolvida neste jogo de ambição e poder, que a leva a conhecer dois homens que vão mudar a sua vida.

## Elenco
- Blanca Soto - Camila Nájera Rivera
- Rafael Novoa[2] - Pedro Ibarra
- Aarón Díaz - Antonio Negrete
- Lola Ponce - Lucrecia Negrete
- Julieta Rosen - Elvira Rivera Vda. de Nájera
- Sergio Reynoso - Gregorio Negrete
- Marcela Mar - Doris de Negrete / Catherine
- Víctor Cámara - Manuel Bermúdez
- Eva Tamargo - María Rivera
- Karyme Lozano - Mariana Aceves de Ibarra
- Alma Delfina - Matilde Aceves
- Roberto Huicochea - Valentín Ramos
- Pablo Azar - José Armando Nájera Rivera
- Joaquín Gil - Margarito Flores
- Isabel Burr - Fabiola Negrete
- Sandra Itzel - Florencia Negrete
- Rodrigo Vidal - Francisco "Panchito" Gómez
- Tatiana Rodríguez - Genoveva
- Braulio Castillo - Renato Leduc
- Gloria Mayo - Patricia "Paty" Aceves
- Paola Pedroza - Tracy Guadalupe Pérez
- Adrián Carvajal - Ángel Espinoza
- Michelle Vargas - Sarita
- Glauber Barceló - Claudio Flores
- Christian Vega - Santiago
- Thamara Aguilar - Cecilia
- Freddy Víquez - Lucas
- Gustavo Pedraza - Tomás Guerrido
- Lyduan González - Gabriel Barraza
- Yuly Ferreira - Rita
- Roberto Vander - Esteban Nájera
- German Barrios - Bernardo Aceves
- Gerardo Riverón - Guillermo
- Nadia Escobar - Alberta Sierra
- Carmen Daysi Rodríguez - Bridgette
- Gretel Trujillo - Liliana
- Alvaro Ardila - Oficial
- Carlos Arrechea - Juancho
- Victoria Del Rosal - Lucy
- Orlando Casín - Óscar Flores
- Gabriela Guevara - Suzy
- Giovanna Del Portillo - Jenny
- Juan Cepero - Jim Smith
- Diana López - Lupe